# Qiuzhen Yin
Qiuzhen Yin ist eine chinesische Klimawissenschaftlerin. Sie ist assoziierte Professorin an der Université catholique de Louvain.

## Leben
Yin schloss im Jahr 2001 ihr Bachelorstudium der Geologie an der Chinesischen Universität für Geowissenschaften ab, im Jahr 2006 ihr Promotionsstudium der Quartärgeologie am Institut für Geologie und Geophysik der Chinesischen Akademie der Wissenschaften. Ab 2006 war sie als Postdoktorandin an der Université catholique de Louvain tätig, bis sie dort 2013 zur assoziierten Professorin berufen wurde.

## Wirken
Yins Forschung konzentriert sich auf das Verständnis der Unterschiede zwischen den Zwischeneiszeiten (= Interglazialen). Zu ihren Hauptzielen gehören dabei das Verständnis des scheinbaren Paradoxons, dass ein starker ostasiatischer Sommermonsun während einer relativ kühlen interglazialen MIS-13 stattgefunden hat, sowie die Modellierung des Klimas der Zwischeneiszeiten der letzten eine Million Jahre, der Wechselwirkungen zwischen Klima, Inlandeis und Kohlenstoffkreislauf während der Zwischeneiszeiten und der interglazialen Klima-Boden-Wechselwirkungen über dem chinesischen Lössplateau. Sie arbeitet dabei häufig mit André Berger zusammen.
Yin wurde für ihre Arbeit wiederholt ausgezeichnet.

## Veröffentlichungen (Auswahl)
- Qiuzhen Yin, André Berger: Insolation and CO2 contribution to the interglacial climate before and after the Mid-Brunhes Event. In: Nature Geoscience. Band 3, Nr. 4, 2010, S. 243, doi:10.1038/ngeo771
- Qiuzhen Yin: Insolation-induced mid-Brunhes transition in Southern Ocean ventilation and deep-ocean temperature. In: Nature. Band 494, Nr. 7436, 2013, S. 222, doi:10.1038/nature11790
- Qiuzhen Yin, André Berger: Interglacial analogues of the Holocene and its natural near future. In: Quaternary Science Reviews. Band 120, 2015, S. 28–46, doi:10.1016/j.quascirev.2015.04.008